# Prazeres (Lisboa)
Prazeres era una freguesia portuguesa del municipio de Lisboa, distrito de Lisboa.

## Historia
Fue suprimida el 8 de noviembre de 2012, en aplicación de una resolución de la Asamblea de la República portuguesa al unirse con las freguesias de Lapa y Santos-o-Velho, formando la nueva freguesia de Estrela.

## Patrimonio
- Tumba de la Reina D. Mariana Vitória
- Edificio del Teatro Casa da Comédia
- Edificio en la Calçada das Necessidades, n.ºs 6 a 6A
- Palacete da Lapa
- Chafariz das Janelas Verdes
- Palácio del Conde de Óbidos
- Iglesia de São Francisco de Paula
- Palacio de las Necesidades